# Давыдов, Александр Семёнович
Алекса́ндр Семёнович Давы́дов (20 марта 1932, Первомайск — 11 июля 2012, Москва) — российский политический и государственный деятель, депутат Государственной думы первого, третьего и четвёртого созывов.

## Образование
Окончил Саратовский юридический институт им. Д.И.Курского в 1953 году, Волгоградский сельскохозяйственный институт (заочно) в 1964 году, Академию общественных наук (АОН) при ЦК КПСС в 1967 году, кандидат экономических наук.

## Карьера
С 1953 по 1954 год работал в прокуратуре. В 1964—1982 гг. — на комсомольской и партийной работе: секретарь райкома ВЛКСМ, лектор Волгоградского обкома ВЛКСМ, секретарь райкома КПСС. В 1982 г. работал в аппарате ЦК КПСС.
С 1982 г. — заведующий отделом агропромышленного комплекса (АПК) ВЦСПС. С 1986 года — заместитель председателя ЦК профсоюза работников АПК СССР. В 1990—2005 гг. — председатель ЦК Российского республиканского комитета профсоюза работников АПК (позже преобразован в ЦК профсоюза работников АПК РФ).

## Политическая деятельность
В декабре 1993 года был избран в Государственную Думу РФ первого созыва, был членом фракции Аграрной партии России (АПР), членом Комитета ГД по делам общественных объединений и религиозных организаций.
19 декабря 1999 года был избран в Государственную Думу РФ третьего созыва по федеральному списку избирательного объединения «Коммунистическая партия Российской Федерации» (КПРФ), был членом депутатской Агропромышленной группы, заместителем председателя Комитета ГД по делам общественных объединений и религиозных организаций. Был одним из разработчиков Закона Российской Федерации «О профессиональных союзах, их правах и гарантиях деятельности».
В 2003 году избран в Государственную думу четвёртого созыва, был заместителем председателя Комитета ГД по делам общественных объединений и религиозных организаций.
Член правления Аграрной партии России. Избирался членом Координационного совета общероссийского общественного движения «Народно-патриотический союз России».